# Arc de Cupidon
Pour les articles homonymes, voir Arc.
L'arc de Cupidon est le nom donné soit à la ligne formée entre elles par les deux lèvres, soit à la ligne formée par la courbe supérieure de la lèvre supérieure, en raison de leur ressemblance avec l'arc de Cupidon, le dieu romain de l'amour.

## Définition
Selon les sources, l'expression « arc de Cupidon » prend deux sens différents : elle concerne soit la ligne formée en leur milieu par les deux lèvres fermées, ; soit la ligne dessinée par le dessus de la lèvre supérieure, les pics de l'arc coïncidant avec les colonnes philtrales et  donnant un aspect d'arc proéminent à cette lèvre. Dans les deux cas, cette caractéristique du visage fait référence à la forme de l'arc de Cupidon, le dieu de l'amour chez les Romains.
L'expression est courante dans la littérature, souvent utilisée en rapport avec la parole, et donc la bouche.[réf. nécessaire]
La ligne des sourcils, notamment en cas de synophridie, a pu aussi être comparée à un arc de Cupidon.